# Luigi IV di Bueil
Luigi IV di Bueil, nome completo Louis IV de Bueil, Comte de Sancerre, (... – 1565 circa), è stato un militare francese.

## Biografia
Fu conte di Sancerre dal 1537 fino alla sua morte. Gran coppiere di re Francesco I, cavaliere dell'Ordine del Re, conte di Sancerre (1537-1565), governatore dell'Anjou, Touraine e Maine, comandò la difesa francese durante l'assedio di St. Dizier nel 1544.
Combatté alle battaglie di Marignano, dove rimase ferito, Pavia e San Quintino.